# Trine Troelsen
Trine Stenbæk Troelsen, née le 2 mai 1985 à Egvad, est une ancienne handballeuse internationale danoise.

## Biographie
En 2014, elle s'engage au club de Toulon Saint-Cyr Var Handball à partir de la saison 2014-2015 pour un contrat de 2 ans. Après une seule saison à Toulon, elle décide de retourner au Danemark en fin de saison, pour raisons personnelles. 
Elle met fin à sa carrière à l'issue de la saison 2018-2019.

## Palmarès

### En club
compétitions internationales
- vainqueur de la Ligue des champions en 2006 (avec Viborg HK)
- vainqueur de la coupe EHF en 2004 (avec Viborg HK) et 2011 (avec FC Midtjylland Håndbold)

compétitions nationales
- championne du Danemark (4) en 2004, 2006 (avec Viborg HK), 2011 et 2013 (avec FC Midtjylland Håndbold)
- vainqueur de la coupe du Danemark (3) en 2003, 2006 (avec Viborg HK) et 2012 (avec FC Midtjylland Håndbold)

### En équipe nationale
Jeux olympiques
- 9e place aux Jeux olympiques 2012

championnats du monde
- 5e place au championnat du monde 2009
- 4e place au championnat du monde 2011

championnats d'Europe
- 11e place au championnat d'Europe 2006
- 11e place au championnat d'Europe 2008
- 4e place au championnat d'Europe 2010

### Distinctions individuelles
- élue meilleure arrière gauche du championnat du Danemark en 2009 et 2012[6]